# Незнанка
Незнанка — река в России, протекает в городском округе Зарайск Московской области. Левый приток Осетра.
Длина реки — 17 км, площадь водосборного бассейна — 85,6 км². Река берёт начало у деревни Иваньшево. Течёт на северо-восток и впадает в Осётр рядом с городом Зарайском. Устье реки находится в 50 км по левому берегу реки Осётр.
Вдоль течения реки расположены населённые пункты Иваньшево, Бровкино, Верхнее Маслово, Дятлово-2, Озерки, Жемово, Якшино.
По данным Государственного водного реестра России, относится к Окскому бассейновому округу. Речной бассейн реки — Ока, речной подбассейн реки — бассейны притоков Оки до впадения Мокши, водохозяйственный участок реки — Ока от города Кашира до города Коломна, без реки Москва.